# Non-dit (film)
Pour l’article homonyme, voir Non-dit.
Pour plus de détails, voir Fiche technique et Distribution.
Non-dit (Unspoken) est un film belge réalisé par Fien Troch, sorti en 2008. Il reçoit le prix André-Cavens par l’Union de la critique de cinéma (UCC) en 2009.

## Synopsis
Un couple à première vue sans histoire, Grace et Lucas, se révèle au fur et à mesure en proie à de profondes blessures liées à la perte d'un enfant, si l'homme fuit de plus en plus dans un monde imaginaire peuplé de rêves et de fantasmes, la femme, quant à elle, fait peu à peu le deuil de son enfant d'une manière sereine. Les choses vont se compliquer lorsque l'imaginaire de Lucas va se confronter au réel, sous la formes d'appels anonymes semblant venir de sa fille disparue, il va tenter alors de reprendre contact avec lui-même et avec son passé. 

## Fiche technique
- Titre original : Unspoken
- Titre français : Non-dit
- Réalisation : Fien Troch
- Scénario : Fien Troch
- Photographie : Frank van den Eeden
- Montage : Ludo Troch
- Musique : Peter Van Laerhoven
- Production : Jeroen Beker, Antonino Lombardo et Frans van Gestel
- Format : Couleurs
- Genre : drame
- Pays : Belgique
- Date de sortie : 2008

## Distribution
- Emmanuelle Devos : Grace
- Bruno Todeschini : Lucas
- Joffrey Verbruggen : Benjamin
- Chloé Henry : Serveuse